# Deu a Louca no Tempo
Deu a Louca no Tempo é uma minissérie brasileira produzida e exibida pela TV Globo de 26 a 30 de janeiro de 2009, em 5 capítulos.
Escrita por Renato Aragão com roteiro de Renato Aragão, Fábio Porchat, Paulo Cursino, Laura Rissin e Paula Amaral, direção-geral de Marcus Figueiredo, direção de núcleo de Paulo Aragão e redação final de Paulo Cursino.
Contou com Renato Aragão, Guilherme Berenguer, Luiza Valdetaro, Bia Seidl e Odilon Wagner nos papéis principais.

## Sinopse
Didi (Renato Aragão) é funcionário de um resort e, junto com seu amigo Bruno (Guilherme Berenguer), vive muitas aventuras sendo transportado para longínquas épocas através de uma máquina do tempo. Certo dia, eles decidem ajudar as hóspedes Lola (Bia Seidl) e Nina (Luiza Valdetaro), que foram sequestradas por um cientista ambicioso que acredita que é possível encontrar a pedra filosofal, grande objeto de busca dos alquimistas ao longo dos séculos pois poderia transformar qualquer metal em ouro, e usa as duas como iscas.

## Elenco
| Interprete          | Personagem                   |
| ------------------- | ---------------------------- |
| Renato Aragão       | Didi                         |
| Guilherme Berenguer | Bruno                        |
| Luiza Valdetaro     | Nina / Ruth                  |
| Odilon Wagner       | Nicolai                      |
| Bia Seidl           | Lola                         |
| Leopoldo Pacheco    | Tenório                      |
| Eriberto Leão       | Alberto                      |
| Ricardo Pavão       | Walter / Conde de Montserrat |
| Osvaldo Mil         | Romualdo                     |

## Produção
Sendo gravada nas cidades de Angra dos Reis e em Foz do Iguaçu, teve o mesmo estilo que a outra feita por Renato Aragão: Poeira em Alto Mar. O sucesso foi tanto que TV Globo aprovou outra minissérie no mesmo estilo, a minissérie Acampamento de Férias.

## Exibição

### Reprises
Foi exibida no Viva entre 2 e 30 de outubro de 2021 aos sábados na faixa das 18h00. A reprise é em comemoração ao Dia das Crianças.

### Outras Mídias
Em 14 de outubro de 2024, foi disponibilizada na íntegra pelo Globoplay, como parte do Projeto Resgate.

## Audiência e repercussão
| Capítulo | Audiência | Fonte |
| -------- | --------- | ----- |
| Cap. 1   | 19 pontos |       |
| Cap. 2   | 19 pontos |       |
| Cap. 3   | 17 pontos |       |
| Cap. 4   | 18 pontos |       |
| Cap. 5   | 21 pontos |       |